# Diocesi di Marília

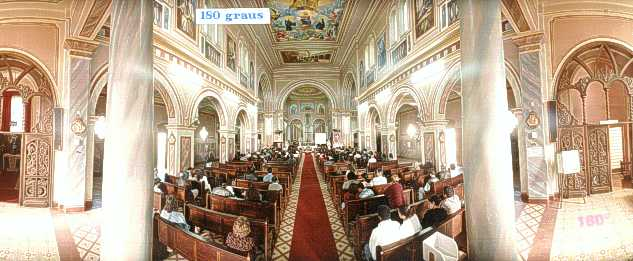
Interno della cattedrale in una vista a 180°.

La diocesi di Marília (in latino Dioecesis Mariliensis) è una sede della Chiesa cattolica in Brasile suffraganea dell'arcidiocesi di Botucatu. Nel 2023 contava 499.000 battezzati su 748.000 abitanti. È retta dal vescovo Luiz Antônio Cipolini.

## Territorio
La diocesi comprende 37 comuni nella parte occidentale dello stato brasiliano di San Paolo: Marília, Adamantina, Álvaro de Carvalho, Arco-Íris, Bastos, Dracena, Flora Rica, Flórida Paulista, Garça, Herculândia, Iacri, Inúbia Paulista, Irapuru, Junqueirópolis, Lucélia, Mariápolis, Monte Castelo, Nova Guataporanga, Oriente, Osvaldo Cruz, Ouro Verde, Pacaembu, Panorama, Parapuã, Paulicéia, Pompeia, Pracinha, Queiroz, Quintana, Rinópolis, Sagres, Salmourão, Santa Mercedes, São João do Pau d'Alho, Tupã, Tupi Paulista e Vera Cruz.
Sede vescovile è la città di Marília, dove si trova la cattedrale di San Benedetto abate.
Il territorio si estende su una superficie di 11.959 km² ed è suddiviso in 65 parrocchie, raggruppate in 3 regioni pastorali.

## Storia
La diocesi è stata eretta il 16 febbraio 1952 con la bolla Ad Episcoporum munus di papa Pio XII, ricavandone il territorio dalla diocesi di Lins. Originariamente era suffraganea dell'arcidiocesi di San Paolo.
Il 21 aprile 1955 con la bolla Sive de Iuris dello stesso papa Pio XII fu istituito il capitolo della cattedrale.
Il 2 febbraio 1956 per effetto del decreto Cum de limitibus della Congregazione Concistoriale il territorio della diocesi è stato esteso alle isole del fiume Paraná comprese tra gli affluenti Aguapeí e Rio do Peixe, che erano appartenute alla diocesi di Corumbá.
Il 30 dicembre 1957, con la lettera apostolica Recens conditas, lo stesso papa Pio XII ha proclamato San Pietro apostolo patrono principale della diocesi.
Il 19 aprile 1958 è entrata a far parte della provincia ecclesiastica dell'arcidiocesi di Botucatu.
Il 5 giugno 1975 papa Paolo VI ha concesso alla cattedrale di San Benedetto abate il titolo di basilica minore.

## Cronotassi dei vescovi
Si omettono i periodi di sede vacante non superiori ai 2 anni o non storicamente accertati.
- Sede vacante (1952-1954)

- Hugo Bressane de Araújo † (7 ottobre 1954 - 23 aprile 1975 ritirato)
- Daniel Tomasella, O.F.M.Cap. † (23 aprile 1975 succeduto - 9 dicembre 1992 dimesso)
- Osvaldo Giuntini (9 dicembre 1992 succeduto - 8 maggio 2013 dimesso)
- Luiz Antônio Cipolini, dall'8 maggio 2013

## Statistiche
La diocesi nel 2023 su una popolazione di 748.000 persone contava 499.000 battezzati, corrispondenti al 66,7% del totale.
| anno | popolazione | popolazione | popolazione | presbiteri | presbiteri | presbiteri | presbiteri                | diaconi | religiosi | religiosi | parrocchie |
| anno | battezzati  | totale      | %           | numero     | secolari   | regolari   | battezzati per presbitero | diaconi | uomini    | donne     | parrocchie |
| ---- | ----------- | ----------- | ----------- | ---------- | ---------- | ---------- | ------------------------- | ------- | --------- | --------- | ---------- |
| 1966 | 520.000     | 660.000     | 78,8        | 79         | 32         | 47         | 6.582                     |         | 52        | 160       | 48         |
| 1970 | 635.000     | 747.851     | 84,9        | 76         | 21         | 55         | 8.355                     |         | 84        | 202       | 50         |
| 1976 | 490.000     | 549.221     | 89,2        | 60         | 16         | 44         | 8.166                     |         | 69        | 252       | 50         |
| 1980 | 481.000     | 526.000     | 91,4        | 58         | 15         | 43         | 8.293                     |         | 61        | 228       | 53         |
| 1990 | 542.000     | 602.000     | 90,0        | 67         | 31         | 36         | 8.089                     |         | 77        | 232       | 53         |
| 1999 | 517.250     | 613.250     | 84,3        | 71         | 40         | 31         | 7.285                     | 1       | 61        |           | 57         |
| 2000 | 517.250     | 613.250     | 84,3        | 70         | 42         | 28         | 7.389                     | 1       | 49        | 142       | 57         |
| 2001 | 517.250     | 647.435     | 79,9        | 74         | 43         | 31         | 6.989                     | 1       | 51        | 136       | 57         |
| 2002 | 517.250     | 647.435     | 79,9        | 82         | 52         | 30         | 6.307                     | 1       | 46        | 116       | 57         |
| 2003 | 522.000     | 652.850     | 80,0        | 56         | 45         | 11         | 9.321                     | 1       | 33        | 158       | 57         |
| 2004 | 522.000     | 652.850     | 80,0        | 81         | 49         | 32         | 6.444                     | 1       | 60        | 137       | 57         |
| 2013 | 572.000     | 717.000     | 79,8        | 86         | 58         | 28         | 6.651                     | 1       | 66        | 134       | 60         |
| 2016 | 586.700     | 734.000     | 79,9        | 93         | 66         | 27         | 6.308                     | 1       | 65        | 119       | 62         |
| 2019 | 454.445     | 685.869     | 66,3        | 101        | 73         | 28         | 4.499                     | 1       | 65        | 109       | 64         |
| 2021 | 492.245     | 743.190     | 66,2        | 101        | 73         | 28         | 4.873                     | 1       | 43        | 98        | 65         |
| 2023 | 499.000     | 748.000     | 66,7        | 105        | 77         | 28         | 4.752                     | 1       | 56        | 98        | 65         |